# La Patria (1847)
La Patria fu un quotidiano pubblicato a Firenze dal 2 luglio 1847 al 30 novembre 1848. Diretto da Vincenzo Salvagnoli, fu fondato da quest'ultimo con Raffaello Lambruschini e Bettino Ricasoli. Vi collaborarono:  Marco Tabarrini, Celestino Bianchi, Clemente Busi, Zanobi Bicchierai, Ubaldino Peruzzi, Giacinto Collegno, Celso Mazzucchi, Fausto Mazzuoli, Leonida Landucci, Felice Francolini, Carlo Matteucci, Gioacchino Limberti, Mariano D'Ayala.
La Patria era l'«organo più avanzato del moderatismo toscano». Sulle sue pagine si prospettava un'unione italiana di tipo federale; al fine di raggiungere questo obiettivo si sosteneva la necessità di una riorganizzazione istituzionale del Granducato.